# Водоспад Стерлінг
Сто п'ятдесяти п'яти метровий водоспад Стерлінг знаходиться недалеко від водоспаду Боуен, в Мілфордській затоці. Сильний потік води стікає вниз між двох величних, вкритих пишною зеленою рослинністю гір — Слоновою і Левиною. Найкращий вид на водоспад Стерлінг відкривається з круїзного судна в період коли тане сніг. Водоспад Стерлінг (Stirling Falls) — великий водоспад, який знаходиться в затоці Мілфорд-Саунд (Milford Sound), на західному узбережжі Південного острова в Новій Зеландії. Стерлінг по праву носить звання однієї з найкрасивіших природних пам'яток і одного з найпопулярніших туристичних об'єктів цих місцях, розділяючи його з водоспадом Боуен (Bowen Falls).Ці водоспади знаходяться на території найбільшого новозеландського парку Фьордленд (Fiordland National Park), що з 1990 року був включений до списку Всесвітньої спадщини ЮНЕСКО.Гори, фіорди, квітучі луки і найчистіші річки щорічно привертають до Фьордленда тисячі відвідувачів. Потужний потік води падає з висоти 155 метрів в долину, що лежить між двох гір, відомих як Слоняча гора і Левова гора, утворюючи водоспад Стерлінг поруч з найглибшої частиною Мілдфорд-Саунда.

## Розташування
Водоспад Стерлінг (Stirling Falls) — великий водоспад, який знаходиться в затоці Мілфорд-Саунд (Milford Sound), на західному узбережжі Південного острова в Новій Зеландії.